# Super Besse (band)
Super Besse is een postpunkband, afkomstig uit Minsk, Wit-Rusland. De band werd opgericht in 2013 en heeft anno 2020 drie studioalbums uitgebracht.
De band toerde sinds haar oprichting veelvuldig door Europa. In het kader van de grenswerk - borderlines expositie trad de band op 24 november 2016 op in Eindhoven. Op 29 april 2018 stond de band in Groningen en drie dagen later, op 2 mei, trad de band op in Paradiso te Amsterdam. Eind 2018 gaf de band meerdere optredens in Taiwan en China.

## Discografie
Studioalbums
- 2015: 63610*
- 2017: La Nuit*
- 2020: Un Rêve

Ep's
- 2013: Musique Pour Les Enfants*